# Ключ 100
Ключ 100 (трад. и упр. 生) — ключ Канси со значением «жизнь»; один из 23, состоящих из пяти штрихов.
В словаре Канси есть 22 символов (из 49 030), которые можно найти c этим радикалом.

## История
Древняя идеограмма изображала маленький росток, пробившийся через земную толщу.
Иероглиф имеет множество значений, связанных с появлением чего-либо: «жизнь», «существование», «производить», «порождать», «возникать», «появляться», «происходить», «рожать», «плодоносить» и т. п.
В качестве ключевого знака используется редко.

Вид в Цзиньвэнь
Вид в Цзягувэнь
Вид в большой печати Чжуаньшу
Вид в малой печати Чжуаньшу

В словарях находится под номером 100.

## Примеры иероглифов
| Доп. штрихи | Иероглифы |
| ----------- | --------- |
| 0           | 生        |
| 4           | 甠        |
| 5           | 甡        |
| 6           | 產 産     |
| 7           | 甤 甥 甦  |
| 9           | 甧        |

- Примечание: Ваш браузер может отображать иероглифы неправильно.